# Albi di Dylan Dog (1992)
Albi del fumetto Dylan Dog pubblicati nel 1992.
| Nr. | Titolo                     | Mese di pubblicazione | Soggetto            | Sceneggiatura       | Disegni              | Copertina    |
| --- | -------------------------- | --------------------- | ------------------- | ------------------- | -------------------- | ------------ |
| 64  | I segreti di Ramblyn       | gennaio               | Tiziano Sclavi      | Tiziano Sclavi      | Montanari & Grassani | Angelo Stano |
| 65  | La belva delle caverne     | febbraio              | Tiziano Sclavi      | Tiziano Sclavi      | Montanari & Grassani | Angelo Stano |
| 66  | Partita con la morte       | marzo                 | Claudio Chiaverotti | Claudio Chiaverotti | Corrado Roi          | Angelo Stano |
| 67  | L'uomo che visse due volte | aprile                | Tiziano Sclavi      | Tiziano Sclavi      | Andrea Venturi       | Angelo Stano |
| 68  | Lo spettro nel buio        | maggio                | Claudio Chiaverotti | Claudio Chiaverotti | Luigi Piccatto       | Angelo Stano |
| 69  | Caccia alle streghe        | giugno                | Tiziano Sclavi      | Tiziano Sclavi      | Pietro Dall'Agnol    | Angelo Stano |
| 70  | Il bosco degli assassini   | luglio                | Claudio Chiaverotti | Claudio Chiaverotti | Gianluigi Coppola    | Angelo Stano |
| 71  | I delitti della Mantide    | agosto                | Claudio Chiaverotti | Claudio Chiaverotti | Bruno Brindisi       | Angelo Stano |
| 72  | L'ultimo plenilunio        | settembre             | Mauro Marcheselli   | Tiziano Sclavi      | Montanari & Grassani | Angelo Stano |
| 73  | Armageddon!                | ottobre               | Claudio Chiaverotti | Claudio Chiaverotti | Giovanni Freghieri   | Angelo Stano |
| 74  | Il lungo addio             | novembre              | Mauro Marcheselli   | Tiziano Sclavi      | Carlo Ambrosini      | Angelo Stano |
| 75  | Il tagliagole              | dicembre              | Tiziano Sclavi      | Tiziano Sclavi      | Gianluigi Coppola    | Angelo Stano |

## I segreti di Ramblyn
"Questa è Ramblyn. Oh Dylan, come vorrei che tu venissi..." scrive la giovane Katinka, una fan appassionata di Dylan Dog. All'inizio l'Indagatore pensa siano solo le lettere di una fan sfegatata, ma quando scopre che a Ramblyn sono scomparsi diciotto giovani in poco più di due anni, il suo "quinto senso e mezzo" pizzica. E così Dylan arriva a Ramblyn, una città fuori dal tempo in cui è possibile trovare maiali volanti, poliziotti con manie di licantropia, il "troglodita delle foreste" e dove si aggira l'ombra della Belva delle Caverne.
- Albo ispirato alla serie televisiva I segreti di Twin Peaks[senza fonte].
- Si tratta della seconda storia non autoconclusiva, ma suddivisa in due parti.

## La belva delle caverne
Durante il suo soggiorno a Ramblyn, Dylan, mentre cerca notizie su questa Belva delle Caverne nella foresta, viene aggredito dal "troglodita delle foreste" che poi si rivelerà essere il figlio della barista del paese, John Jones (non si parlavano né vedevano da tempo, dopo che quest'ultimo venne arrestato). Durante una spedizione nelle caverne a caccia della misteriosa Belva, Dylan farà la conoscenza di Katinka. E scoprirà che anche un mostro è capace di provare sentimenti umani.
- Si tratta della seconda storia non autoconclusiva ma suddivisa in due parti.

## Partita con la morte
Harvey Burton è morto e la Morte in persona è venuta a prenderlo. Ma Burton, che di morire non ne vuole proprio sapere, tenta di ingannare la Nera Signora giocando a scacchi con lei: se Burton vincerà, la Morte gli concederà un po' di vita in più; in caso contrario, la Morte lo porterà via con sé.
- L'episodio è ispirato al film Il settimo sigillo, di Ingmar Bergman.

## L'uomo che visse due volte
Matthew Pascal torna dopo che la famiglia lo aveva creduto scomparso. Pascal, un uomo che sembrava un modello di vita e di virtù, ha perso all'improvviso la memoria. Adrian Mehis invece è l'esatto opposto: crudele, violento, sadico. Ed è tornato anche lui, ma dalla morte. Cosa accomuna questi uomini così diversi ma dal fisico praticamente identico? Mentre Dylan Dog indaga su Matthew Pascal, Adrian Mehis spara all'ispettore Bloch, che cade in coma per poi uscirne grazie alle battutacce di Groucho.
- L'episodio è un omaggio a Luigi Pirandello e al suo romanzo Il fu Mattia Pascal.

## Lo spettro nel buio
"Se nel buio tutto tace/Sentirai Mana Cerace/Arrivar senza rumore/Con il passo del terrore". Ormai nella piccola cittadina di Brentford è una filastrocca molto nota tra i bambini. Il mostro è ritornato alle origini e sta facendo nuovamente strage. Mana Cerace e Dylan Dog questa volta si ritroveranno fianco a fianco per salvare Brentford e l'Inghilterra intera dalla minaccia di una bomba atomica pronta a esplodere sotto il cimitero di Brentford.
- Mana Cerace appare qui nell'albo 68 della serie regolare ed era già comparso nell'albo 34, successivamente ricomparirà nel Color Fest 3.

## Caccia alle streghe
A volte basta solo una piccola scintilla per far divampare un incendio: in questo caso la scintilla sono le avventure di "Daryl Zed", fantomatico personaggio dei fumetti ispirato a Dylan Dog nato dalla matita del suo amico disegnatore Justin Moss. Da quando un genitore benpensante ha sorpreso il figlio leggendo uno dei suoi fumetti pieni di oscenità, la vita di Justin non è più la stessa. Gli Inquisitori sono tornati, più forti di quanto si pensi, e vogliono tornare a fare "giustizia". Riuscirà l'Indagatore dell'Incubo a fermare questa piaga dilagante?
- Questo albo è la risposta di Tiziano Sclavi alle richieste di censura subite a quel tempo, causate dalle scene di nudo e splatter presenti nel fumetto. Inoltre all'inizio dell'albo viene stranamente specificato che si tratta di episodio autoconclusivo, questa spiegazione si rende necessaria a causa dal finale volutamente aperto che lascerebbe supporre un seguito che invece non esiste.
- L'albo speciale n. 27 del 2013 intitolato La Bomba narra ciò che è successo dopo che Dylan è entrato nella cripta della villa di Lord Cherill.
- Il numero 22 della serie "Dylan Dog Color Fest" intitolato Remake 2 narra una storia in cui il protagonista è lo stesso Daryl Zed che legge l'avventura di Dylan Dog Caccia alle streghe. Nell'episodio, la storia a fumetti è stata scritta da un certo "Tiz" (allusione a Tiziano Sclavi) e si conclude nello stesso modo della storia originale, ma questa volta con Daryl Zed che guarda la tavola in cui Dylan Dog sta per essere condotto al rogo dagli Inquisitori.

## Il bosco degli assassini
Le strade che costeggiano i boschi non sono mai sicure, di notte. Specialmente se ci si imbatte in un quartetto di psicopatici che si fa chiamare "La banda del bosco": due tizi armati uno di pugnale e l'altro di machete, un bestione armato di balestra e un altro dotato di poteri ESP, che si divertono a terrorizzare (e uccidere) i poveri viaggiatori indifesi. Qualcosa però è andato storto. Una superstite li ha visti e riconosciuti. Dylan Dog, assunto dalla sorella della vittima, si troverà ad affrontare la Banda aiutato anche da un bizzarro inventore.

## I delitti della Mantide
A Londra c'è un nuovo serial killer. Si fa chiamare "la Mantide" e il suo modus operandi è quello di uccidere giovani uomini single dopo averli adescati in club appositi. Erin, la nuova fidanzata di Dylan Dog, sembra saperne qualcosa. Sarà forse lei la Mantide? Oppure qualcuno che le è molto vicino? Sará poi la madre di Erin la colpevole.

## L'ultimo plenilunio
Nel 1987, la giovane Mary Ann scomparve dal collegio in cui studiava, in Germania. Dylan Dog fece chiarezza sulla sua scomparsa eliminando le sorelle Blucher, due fattucchiere che l'avevano presa come pupilla per i loro incantesimi e i loro studi sulla licantropia. Cinque anni dopo, Mary Ann e Dylan si incontrano nuovamente. Mary Ann è cambiata, si è rifatta una vita, si è sposata con un uomo ricco ed ha avuto anche un figlio, Kaspar. Nel frattempo, la città è teatro di macabri delitti da quello che si pensa essere un animale di grossa taglia simile a un lupo. Dylan Dog pensa che un nuovo lupo mannaro si aggiri per la città. Ma se invece la vera belva fosse un uomo?

## Armageddon!
Era stato già predetto sei secoli prima dal libro "Vaticinationes Inutiles": quattro esseri (un uomo con un serpente in bocca, un altro col potere di diventare un albero, un occhio volante e un clown che ricorda molto Pennywise) porteranno morte e distruzione verso la fine del millennio, mentre le loro ancelle dovranno portare a termine un compito ben preciso. Il denominatore comune si chiama Dylan Dog, aiutato da Madame Trelkovskj.

## Il lungo addio
Dylan Dog riceve una misteriosa cliente, introdotta nel suo studio da un Groucho insolitamente serio. Riconosce in lei Marina Kimball, suo antico amore dell'adolescenza, che dichiaratasi in preda a un'amnesia, chiederà all'indagatore di accompagnarla nel nativo paese di Moonlight. Inizia così per i due un viaggio tra il passato e il presente, intervallato da flashback e da elementi del passato che si affacciano al presente. Alla fine del viaggio Dylan realizzerà la morte di Marina, che come ultimo desiderio aveva espresso che lui, suo antico amore, l'accompagnasse nel suo ultimo viaggio.
- Nel numero 22 della collana Color Fest è presente una storia intitolata Ancora un lungo addio: si tratta di una sorta di remake in cui viene narrata la prima volta in cui Marina e Dylan si conobbero a Moonlight, di cosa successe sul treno di ritorno dalle grotte e di come Dylan vide la sepoltura di Marina.

## Il tagliagole
Rex Smith ha continue visioni di cadaveri decapitati, fino a convincersi che facciano parte di una sua precedente esistenza. A Dylan Dog spetta il compito di scoprire se siano solo allucinazioni o se ci siano invece dei collegamenti col Tagliagole, autore di delitti passati rimasti irrisolti.